# Elena Könz
Elena Könz (Coira, 12 de septiembre de 1987) es una deportista suiza que compite en snowboard. Ganó una medalla de oro en el Campeonato Mundial de Snowboard de 2015, en la prueba de big air.

## Medallero internacional
| Campeonato Mundial | Campeonato Mundial    | Campeonato Mundial | Campeonato Mundial |
| Año                | Lugar                 | Medalla            | Prueba             |
| ------------------ | --------------------- | ------------------ | ------------------ |
| 2015               | Kreischberg (Austria) | Medalla de oro     | Big air            |